# Лејк Каролин (Вирџинија)
Лејк Каролин (енгл. Lake Caroline) насељено је место без административног статуса у америчкој савезној држави Вирџинија.

## Демографија
По попису из 2010. године број становника је 2.260.
| Група             | 2000.    | 2010.         |
| Белци             | 0 (0,0%) | 1.712 (75,8%) |
| Афроамериканци    | 0 (0,0%) | 352 (15,6%)   |
| Азијати           | 0 (0,0%) | 15 (0,7%)     |
| Хиспаноамериканци | 0 (0,0%) | 105 (4,6%)    |
| Укупно            | 0        | 2.260         |